# Фурнель, Виктор
Франсуа-Виктор Фурнель (фр. François-Victor Fournel, 8 февраля 1829[…], Шепи — 7 июля 1894[…], Тессе-ла-Мадлен) — французский писатель-публицист, журналист, историк, культуролог, издатель, литературный критик газеты «Gazette de France».

## Биография
Образование получил в Вердене и Париже и первоначально готовил себя к карьере чиновника, но в 1854 году решил заняться журналистикой. Его первые статьи были опубликованы в «Revue de Paris». Писал под псевдонимом Бернадилль критические и юмористические фельетоны в газете «Fran ç ais». Часть этих фельетонов выпустил отдельным изданием под заглавием «Esquisses et croquis parisiens» (1876—1878). 
Под псевдонимом Эдмон Жерар выпустил «Энциклопедический словарь анекдотов…». Кроме того, написал ряд высоко оценённых в своё время очерков по истории театра и французской литературы: «Du rôle des coups de bâton dans les relations sociales et en particulier dans l’histoire littéraire» (1858); «Curiosités théâtrales» (1859; 2 издания, 1878); «La littérature indépendante et les écrivains oubliés» (1863; 2-е издание, 1866); «Les contemporains de Molière» (Париж, 1863—1876) — собрание малоизвестных пьес с биографией и критическими примечаниями; «Les artistes français contemporains» (1883); «De Malherbe à Bossuet» (1884); «Petites comédies rares et curieuses du XVII siècle» (2 тома, 1884); «Le théâtre au XVII siècle. La comédie» (1892).
Ряд трудов Φурнель посвятил исследованию старого Парижа: «Ce qu’on voit dans les rues de Paris» (1858); «Tableau du vieux Paris, les spectacles populaires et les artistes des rues» (1863); «Paris nouveau et Paris futur» (1865; 2 издания, 1867); «Paris et ses ruines en mai 1871» (3-е издание, 1874); «Les rues du vieux Paris» (1879; 2 издания, 1881); «Vieux Paris, fêtes, jeux et spectacles» (1886). Другие известные работы его авторства: «Voyages hors de ma chambre» (1876); «L’ancêtre. Légende contemporaine» (1881); «Au pays du soleil» (1883); «Figures d’hier et d’aujourd’hui» (1883); «La confession d’un père» (1889); «Maman capitaine» (1889); «Les hommes du 14 juillet» (1890).